# Canale di Capo Cod

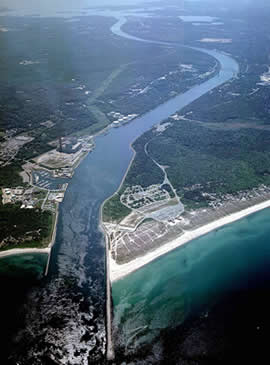
Foto aerea dell'estremità orientale del canale di Capo Cod e la Scusset Beach State Reservation nel Massachusetts sudorientale

Il  canale di Capo Cod  è una via d'acqua artificiale nello Stato del Massachusetts che collega la baia di Capo Cod a nord con la baia di Buzzards a sud.
Parte della via d'acqua intracostiera, il canale attraversa lo stretto tratto di terra che congiunge la penisola di Capo Cod alla terra per una lunghezza di 11.3 km (7 miglia circa). Per gran parte della sua lunghezza il canale segue il letto di corsi d'acqua di marea allargati fino a 150 m e resi profondi non meno di 9,8 m, consentendo di risparmiare i 217 km di circumnavigazione  della penisola di Capo Cod a circa 14.000 utenti all'anno. 

La città di Sandwich è all'inizio del canale, a nord, che termina a sud nei pressi dell'Accademia Navale del Massachusetts, nel territorio comunale di Bourne. Una corrente rapida cambia direzione ogni sei ore e può raggiungere la velocità di 8,5 km/h durante il ritiro della bassa marea. La via d'acqua è gestita dallo United States Army Corps of Engineers e il suo transito non è soggetto a pedaggio. Esso è attraversato da un ponte ferroviario e da due ponti autostradali. Semafori all'inizio e alla fine del canale regolano l'accesso alle imbarcazioni di lunghezza superiore ai 19.8 m.

## Storia

### I primi progetti e tentativi
L'idea di costruire un canale che attraversasse la penisola di Capo Cod fu presa in considerazione nel 1623 da Miles Standish, un ufficiale militare inglese assunto dai Padri Pellegrini come consulente militare della Colonia di Plymouth. La colonia esplorò il breve tratto di terra tra i fiumi Manomet e Scusset, quali potenziali vie.
William Bradford istituì il trading post di Aptuxcet nel 1627 presso il tragitto di attraversamento delle imbarcazioni via terra tra i due fiumi. I traffici commerciali con i nativi americani della baia di Narragansett e gli olandesi dei Nuovi Paesi Bassi prosperarono e fu il maggior fattore che consentì ai Pellegrini di saldare i loro debiti. Nel 1697 la Corte Generale del Massachusetts prese in considerazione la prima proposta formale di costruire il canale, ma, a quanto pare, non fu intrapresa alcuna iniziativa. Nel 1717 fu costruito un canale chiamato "il condotto di Geremia"  a Orleans, che attraversava la parte più stretta della penisola, vicino al gomito che questa forma piegando verso nord; esso collegava la parte meridionale della baia di Capo Cod  con l'oceano e rimase attivo fino alla fine del XIX secolo.
Piani più decisi con ispezioni ebbero luogo ripetutamente nel 1776 (da parte di George Washington), 1791, 1803, 1818, 1824–1830, e nel 1860. Tuttavia nessuno di questi interventi ebbe conclusione. Il primo tentativo di realizzare effettivamente un canale non ebbe luogo fino al tardo secolo XIX; i piani precedenti, o fallirono per mancanza di denaro o furono sopraffatti dalle dimensioni del progetto.
Gli ingegneri  decisero infine quale strada intraprendere attraverso i versanti delle colline per connettere e allargare i fiumi Manomet e Scusset.

### Realizzazione privata
Il 22 giugno 1909 iniziò finalmente la costruzione del canale sotto da parte della Cape Cod & New York Canal Company, sotto la direzione di August Belmont Jr. utilizzando i progetti dell'ingegner William Barclay Parsons.
La costruzione del canale andò incontro a numerosi problemi. Uno di questi furono i massi erratici lasciati dal ritiro dei ghiacci dell'era glaciale. Sommozzatori furono utilizzati per farli esplodere, ma gli sforzi rallentarono i dragaggi. Un altro problema furono le fredde tempeste invernali, che costrinsero in ogni caso alla sospensione dei dragaggi e ad attendere la primavera. Nonostante tutto il canale aprì, con limitazioni, il 29 luglio 1914, e fu completato nel 1916. Il canale aveva una larghezza massima di 30 m ed una profondità massima di 7,62 m e costituiva una certa difficoltà come rotta fra Phinney Harbor  e l'inizio di Buzzards Bay.
A causa della scarsa larghezza del canale e alle difficoltà di navigazione, si verificarono parecchi incidenti gravi che limitarono il traffico e lesero la buona fama del canale. Il risultato fu che, nonostante l'accorciamento della rotta commerciale da New York a Boston di 100 km, i ricavi dei pedaggi non incontrarono le aspettative degli investitori.

### Statalizzazione ed espansione
Il canale passò sotto il controllo governativo fino al 1920. Nel 1928 il governo acquistò il canale per destinarlo ad uso di pubblica via d'acqua. L'acquisto avvenne ad un prezzo di 11.400.000 dollari e ben 21 milioni ne furo successivamente spesi tra il 1935 e il 1940 per aumentarne la larghezza a 146,35 m e la profondità a 9,76 m il che rese il canale di Capo Cod il più lungo canale a livello del mare del suo tempo. L'imbocco meridionale del canale fu ricostruito per dargli accesso diretto alla baia di Buzzards invece che attraverso Phinney Harbor. Prima che la ricostruzione avesse inizio il Massachusetts Institute of Technology costruì un grosso modello in scala del canale per studiare gli effetti idraulici delle correnti di marea sul canale allargato e modificato.

### La seconda guerra mondiale
Durante la seconda guerra mondiale, la marina mercantile utilizzò ancora il canale per evitare il pattugliamento lungo la costa dei sommergibili della Kriegsmarine. Il canale era protetto con il piazzamento di batterie di artiglieria costiera a Sagamore Hill, ma esse non entrarono mai in azione.
Il 28 giugno 1942 la nave carboniera Stephen R. Jones della Mystic Steamship Company si arenò ed affondò nel canale. La rotta mercantile fu deviata intorno a Capo Cod ed una delle navi che dovettero seguire la nuova provvisoria rotta, la SS Alexander Macomb fu silurata il 3 luglio, con la perdita di 10 vite umane. Il canale fu riaperto al traffico il 31 luglio dopo che il relitto della Stephen R. Jones era stato distrutto ricorrendo all'aiuto di 17 tonnellate di dinamite.

## Diporto
Il canale è usato abbondantemente da imbarcazioni commerciali e da diporto.
Strade di servizio da ambo i lati del canale forniscono l'accesso per la pesca e sono molto utilizzate da schettinatori, ciclisti e marciatori. Molte aree di parcheggio sono gestite ai punti di accesso. Molte persone si limitano a sedersi per ammirare le navi e le barche che percorrono il canale.
L'Army Corps of Engineers gestisce il Centro visitatori del canale di Cape Cod che presenta ai medesimi storia, caratteristiche ed attività del canale. Vi sono un'imbarcazione non più in uso utilizzata per scopi di pattugliamento, un piccolo teatro da 46 posti a sedere che mostra in continuazione DVD sulla storia del Canale, la flora e la fauna del medesimo, immagini in tempo reale di radar e telecamere della via d'acqua e una varietà di mostre interattive. Il corpo dei Rangers del Parco costituiscono lo staff del Centro per visitatori, che è aperto stagionalmente da maggio ad ottobre e l'ingresso è gratuito. Esso si trova sul Moffitt Drive di Sandwich, vicino all'estremità orientale del canale. Un secondo centro stagionale si trova sul Herring Run lungo la Scenic Highway.

## Galleria d'immagini

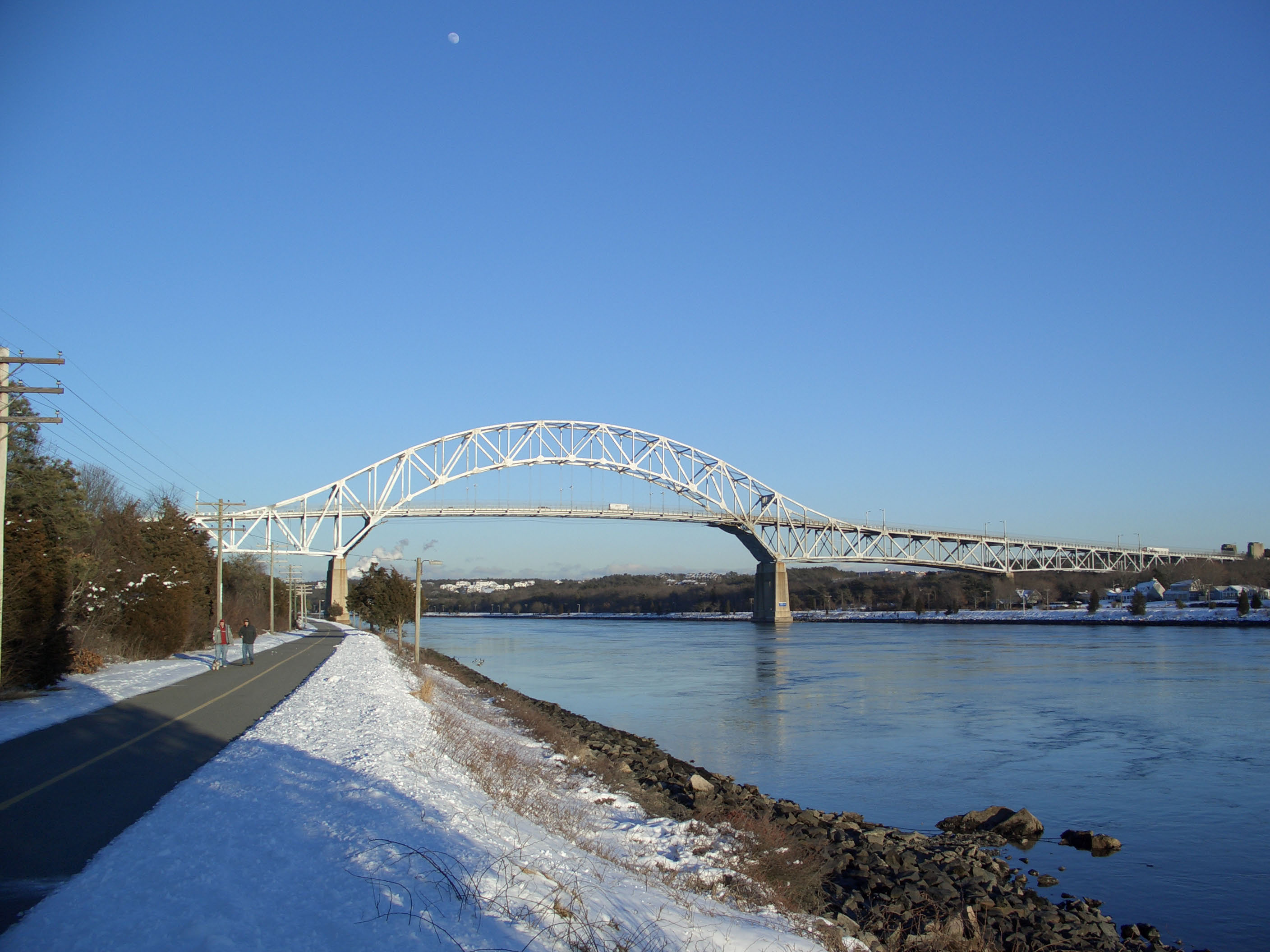
Bourne Bridge
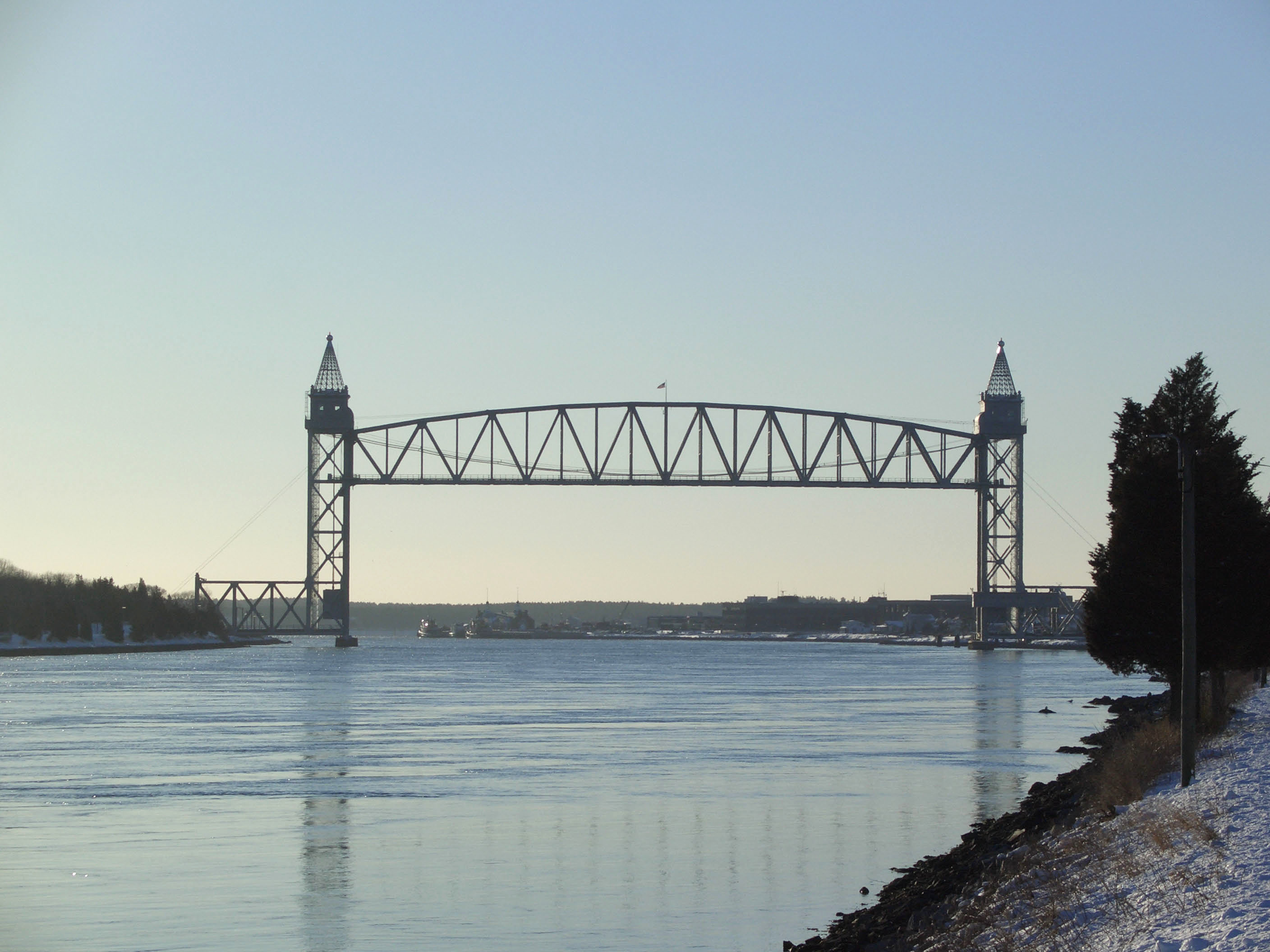
Ponte ferroviario
Sagamore Bridge
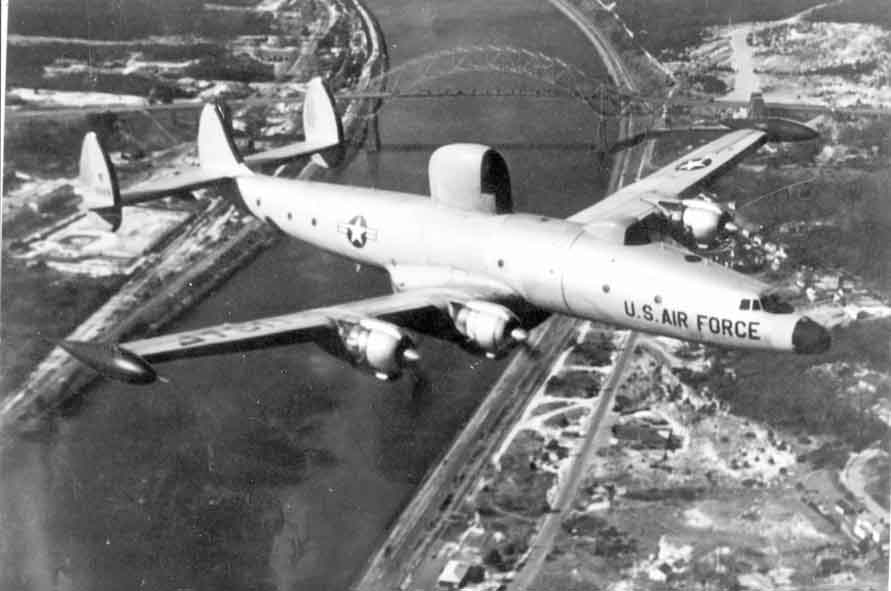
Lockheed EC-121 Warning Star dalla base aeronautica di Otis sul canale con il Sagamore Bridge sullo sfondo negli anni 1960
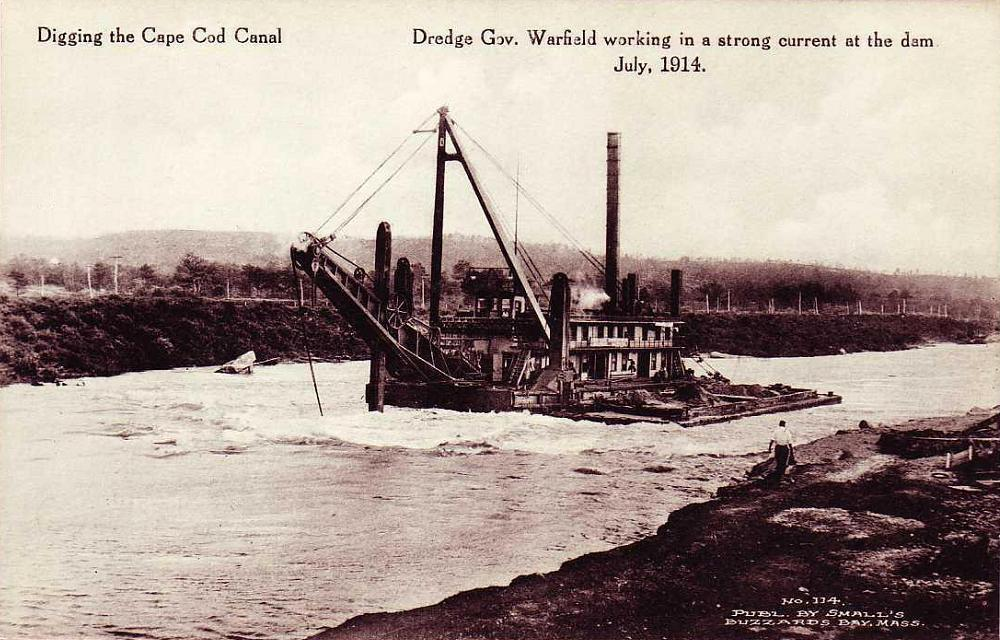
Il Gov. Warfield che scava il canale nel 1914